# 바바 유타
바바 유타(일본어: 馬場 憂太, 1984년 1월 22일 ~ )는 일본의 전 축구 선수이다. 공격수와 미드필더를 두루 소화할 수 있다. K리그 등록명은 바바였다.

## 클럽 경력
2002년 FC 도쿄에서 프로 데뷔를 하였다. 2003년 도쿄 베르디 1969와의 경기에서 프로 데뷔골을 넣은 이래로 도쿄 더비에서 유독 득점과 도움 비율이 높아 "베르디 킬러"라고 불리기도 하였다.
2008년 제프 유나이티드 이치하라 지바로 이적하여 새로운 공격의 핵으로 기대되었으나, 개막 후 12경기 동안 보여준 활약이 드물어 점점 출전 기회를 잃어갔다. 같은 해 8월, J리그 디비전 2의 몬테디오 야마가타로 임대 이적하였다. 이후 야마가타의 승격에 공헌하였으나, 2009년 1월, 제프 지바로 복귀하였다. 지바와의 계약이 남아있었으나 선수 등록은 되지 않아 무소속 상태로 지내다가 2009년 8월 도쿄 베르디 1969에서 입단 테스트에 합격한 후, 정식으로 입단하였다. 그러나 3경기 출전에 그치고 팀을 나왔다. 무적이 된 후 유럽 무대에 눈을 돌렸고, 2010년 11월 2 푸스볼-분데스리가의 포르투나 뒤셀도르프의 연습생 신분으로 입단 테스트를 보았으나 정식 계약에는 실패하였다.
2011년 7월 29일, 대전 시티즌에 입단하였다. 입단 초반에는 주전으로 자리잡지 못했으나 2012 시즌부터 주전으로 자리잡았다. 2013 시즌 중반 팀을 무단으로 이탈해 논란이 일었고, 결국 대전과의 계약을 해지한 채 팀을 떠났다.

## 그 외
그의 동생 바바 도루는 영화 배우이다.